# Славянский базар (Москва)
«Славя́нский база́р» — гостинично-развлекательный комплекс, располагавшийся с 1872 по 1917 год в Москве на Никольской улице. Гостиница с примыкающим полукруглым торговым корпусом была построена по проекту Роберта Гёдике. В 1873-м помещение магазина перестроено архитектором Августом Вебером, на его месте открылся первый в городе ресторан русской кухни. Подрядчиком работ выступал предприниматель Александр Пороховщиков.
После революции комплекс был закрыт и здание долгое время занимали разные театральные труппы. В 1966 году ресторан снова открыли, но после пожара 1993-го заведение прекратило свою работу. По состоянию на 2018 год в главном корпусе располагается Камерный музыкальный театр имени Бориса Покровского.

## История

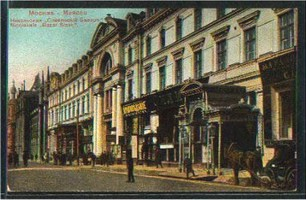
Вид Никольской улицы, 1917 год

### Первые владельцы
Первые упоминания о территории «Славянского базара» относятся к концу XVI века. Тогда участок был разделён на три части, одна из которых принадлежала нидерландскому купцу Ивану Деваху по прозвищу Белобород. Позднее она перешла во владения предпринимателя Андреаса Феса, а согласно переписи 1626 года — в ведомство торгового дома де Фогеларов. Рядом с купеческими палатами находились хоромы для дипломатических посланников. В 1594-м в них гостил польский шляхтич Станислав Хлопицкий, отправившийся в Москву по указу австрийского царя Рудольфа II с целью заручиться поддержкой в войне с турками. В 1599 году в здании поселили пленного сына сибирского хана Кучума Асманака. На третьем участке располагались владения Михаила Романова. Историки полагают, что в этих палатах недолго прислуживал Григорий Отрепьев, позднее выдававший себя за царевича Дмитрия.
Во времена правления Михаила Фёдоровича вся территория принадлежала князю Ивану Воротынскому. Род Воротынских оборвался в 1679 году и владения на Никольской улице перешли в ведомство Разрядного приказа. Тогда на этом месте располагалась каменная трёхэтажная усадьба, украшенная крыльцом с массивным шатром. В 1700-м дом выкупил на аукционе за 5 тысяч рублей граф Борис Шереметев. Предположительно, новый владелец не перестраивал главное здание, однако осовременил своё жилище: пристроил со стороны улицы два симметричных флигеля, огородил территорию гнутой чугунной оградой и установил площадку для запуска фейерверков. В декабре 1729-го в этих палатах обручились Наталья Шереметева и князь Иван Долгорукий. С 1742 по 1781 год в усадьбе существовала домовая Троицкая церковь.

### Строительство гостиницы

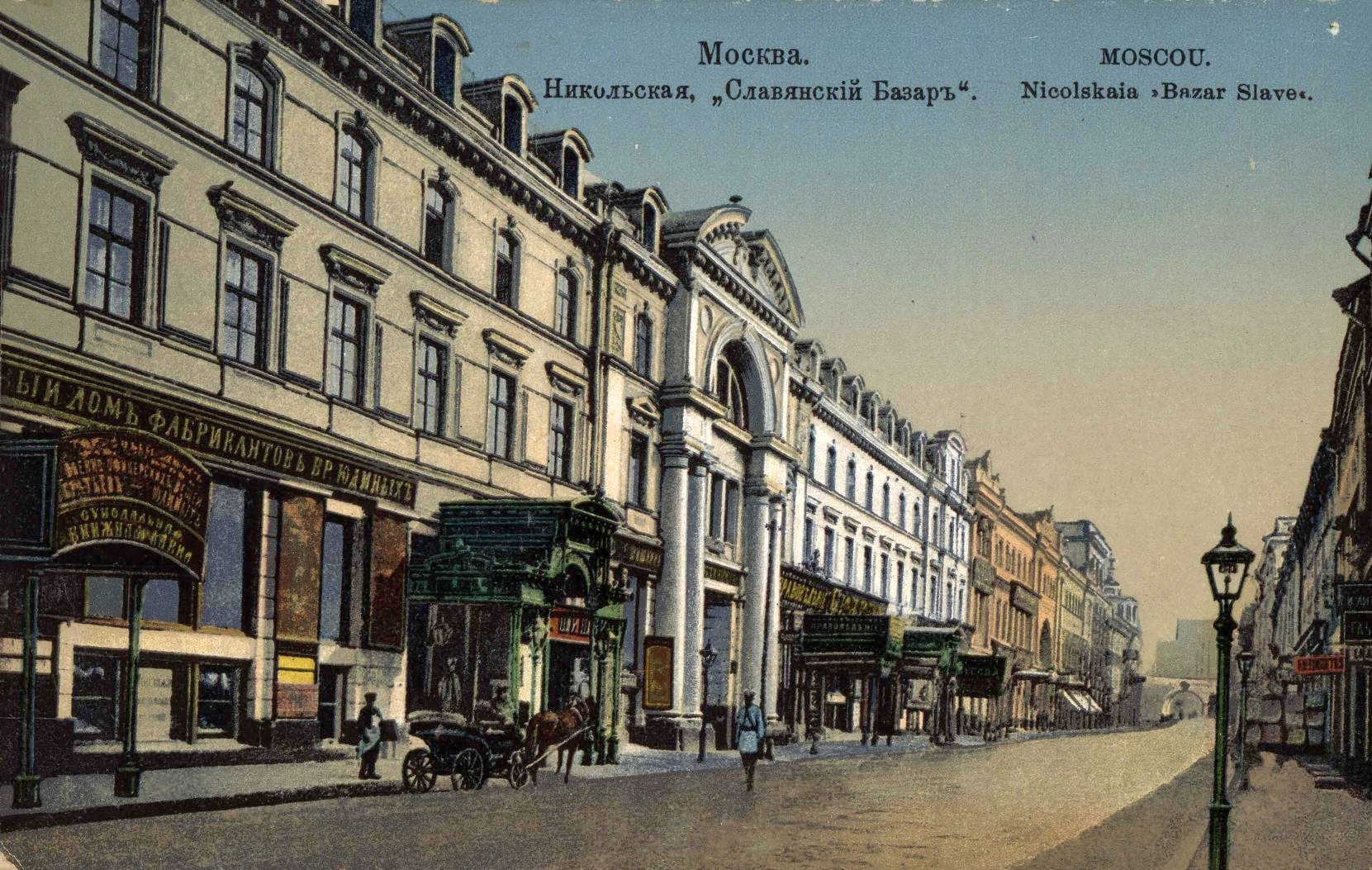
Главный фасад гостиницы «Славянский базар», начало XX века

В январе 1761 года землю с обветшалым домом приобрела Синодальная типография. Изначально в усадьбе разместились мастерские и библиотека, но строение оказалось настолько ветхим, что в 1773-м для реконструкции строения пригласили архитектора Василия Яковлева. Его проект не понравился комиссии Каменного приказа, и в 1781 году работы перепоручили Елизвою Назарову. Новый печатный дом был выстроен вдоль линии улицы и имел посередине ворота, ведущие во внутренний двор, позднее их дополнили каменным куполом.
Чтобы увеличить доходы, руководство Синодальной типографии сдавало помещения в аренду фирме «А. Пороховщиков и Н. Азанчевский». Успешный предприниматель Александр Пороховщиков задумал реорганизовать здание в гостинично-развлекательный комплекс с элитными номерами для приезжих, торговой площадкой и концертно-лекционным залом. В 1869-м на заседании Синода было принято решение перестроить дом по проекту Роберта Гёдике за счёт собственных средств. Архитектор дополнил здание третьим этажом и мансардой, а также возвёл во внутреннем дворе полукруглое помещение, которое изначально использовалось под магазины. Всего в здании находилось 68 номеров и 12 кабинетов для деловых встреч и заказных обедов. Окончание строительства было приурочено к открытию Политехнической выставки 1872 года. Художник Илья Репин описал это событие:
К назначенному часу открытия вечером зашипели щегольские шины красивых карет; великолепные гайдуки, ливрейные джентльмены в высоких цилиндрах, разодетые дамы и панство, панство без конца; все уже дворянство стало, о степенствах и помину уже не было; мундиры, мундиры, мундиры! А вот и сам его Преосвященство. Сколько дам, девиц света в бальных туалетах!

### Использование комплекса

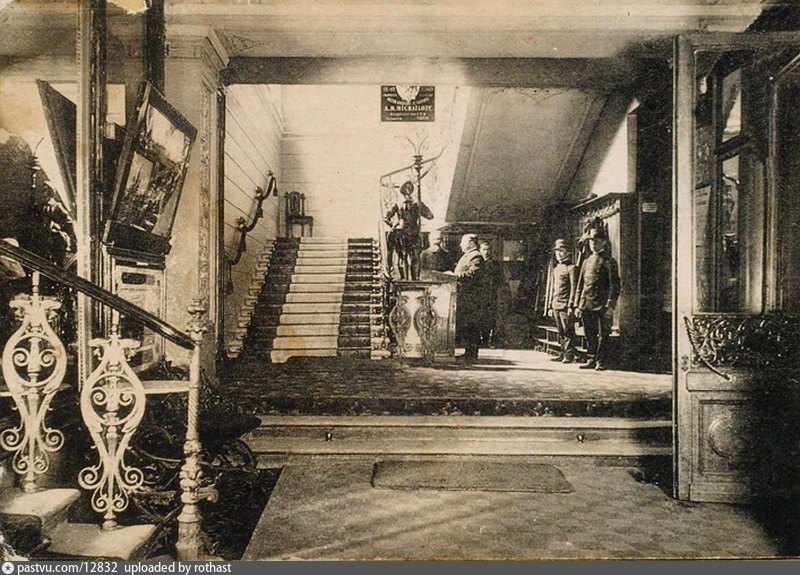
Вестибюль гостиницы «Славянский базар», 1902 год

Среди помещений гостиницы особенно выделялся лекционный зал «Русская беседа», отделанный по эскизам Андрея Гуна при участии архитектора Павла Ивановича Кудрявцева. Помещение было украшено деревянной резьбой и поливными изразцами. Комната могла вместить 450 человек и освещалась выписанными из Лондона электрическими лампами. Пороховщиков захотел украсить аудиторию большим полотном «Славянские композиторы» и обратился с заказом к Константину Маковскому, однако живописец запросил 25 тысяч рублей, в то время как молодой Илья Репин согласился выполнить работу всего за полторы. При построении композиции участвовал Николай Рубинштейн, который и подготовил список персонажей.
Комплекс «Славянский базар» стал центром общественной жизни города. В его стенах читали лекции историки Михаил Погодин, Нил Попов, физик Николай Любимов, выступала с гастролями труппа Сиамского придворного театра, давал концерты Объединённый московский хор цыган. Гостиница считалась премиальной, и в основном номера снимали золотопромышленники, министры и землевладельцы. Но там останавливались и представители творческой интеллигенции: Антон Чехов, Пётр Чайковский, Глеб Успенский, Владимир Стасов и Николай Римский-Корсаков, впервые посетивший Москву. В 1901-м в самом дорогом номере комплекса гостил представитель французской ветви семейства Ротшильдов. По некоторым сведениям, гостиница также пользовалась популярностью у аферистов и шулеров, устраивающих в номерах подпольные карточные игры. Во время Боснийского восстания в доме расположился штаб вербовочной комиссии Московского славянского комитета. В феврале 1905 года в одном из номеров революционерка Дора Бриллиант изготовила бомбы, предназначавшиеся для убийства князя Сергея Александровича.

### Ресторан

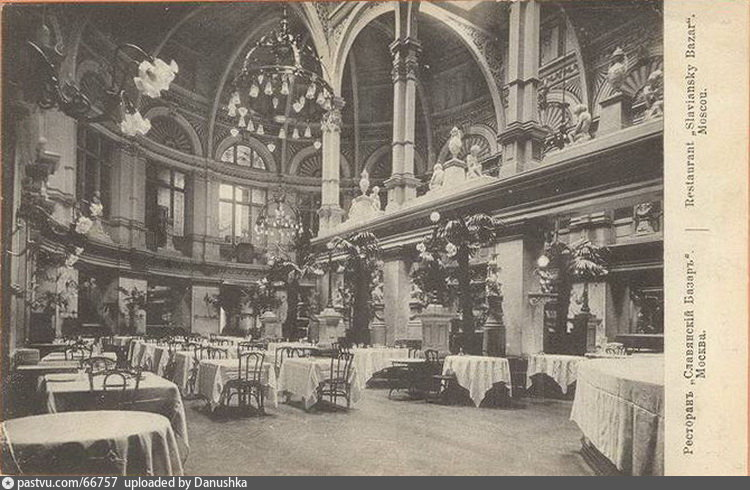
Зал ресторана «Славянский базар», начало XX века

В 1873 году полукруглый магазин при гостинице был перестроен под ресторан. Для проведения работ Пороховщиков выписал австрийского архитектора Августа Вебера. Он превратил трёхэтажную торговую площадку в просторное помещение с высокой стеклянной крышей, добавившей естественное освещение. Драматург Пётр Боборыкин так описывал заведение:
Чугунные выкрашенные столбы и помост, выступающий посредине, с купидонами и завитушками, наполняли пустоту огромной махины, останавливали на себе глаз, щекотали по-своему смутное художественное чувство даже у заскорузлых обывателей откуда-нибудь из Чухломы или Варнавина. Идущий овалом ряд широких окон второго этажа с бюстами русских писателей в простенках показывал изнутри драпировки, обои под изразцы, фигурные двери, просветы площадок, окон, лестниц. Бассейн с фонтанчиком прибавлял к смягчённому топоту ног по асфальту тонкое журчание струек воды. От них шла свежесть, которая говорила как будто о присутствии зелени или грота из мшистых камней. По стенам пологие диваны темно-малинового трипа успокаивали зрение и манили к себе за столы, покрытые свежим, глянцевито-выглаженным бельём.
Шеф-поваром «Славянского базара» был Владимир Иванов. Визитной карточкой заведения стал эксклюзивный коньяк, который продавался в закупоренном графине, расписанном позолоченными журавлями. В конце трапезы тара доставалась гостю, оплатившему счёт. Благодаря этому появилась поговорка «Завтракали до журавлей». К концу XIX века «Славянский базар» был единственным рестораном русской кухни в Москве с официантами, обслуживающими посетителей во фраках, все остальные места именовались трактирами, где половые носили белые брюки и рубахи. Кроме того, только в этом месте замужние женщины могли пообедать без сопровождения, не нарушая норм этикета.
В 1887 году после премьеры оперы «Черевички» в ресторане прошёл вечер чествования Петра Чайковского, а в 1890-м банкет в честь чешского композитора Антонина Дворжака. 21 июня (3 июля) 1897 года в одном из уединённых кабинетов «Славянского базара» произошла знаменательная встреча Владимира Немирович-Данченко и Константина Станиславского, положившая начало Московскому художественному театру. Согласно воспоминаниям именно во время этой беседы они придумали и составили список афоризмов, ставший позднее сводом правил новой сцены. В дальнейшем заведение стало излюбленным местом всей труппы и творческой интеллигенции Москвы. Тут отдыхали Константин Бальмонт, Сергей Поляков, Иван Бунин. В этом месте за завтраком впервые встретились для обсуждения совместной работы представитель Императорских театров и Фёдор Шаляпин, служивший тогда в Мамонтовской опере. В 1907 году в стенах базара прошёл званый ужин в честь Александра Гучкова и Фёдора Плевако, которые были избраны гласными Московской городской думы.

### После революции
Во время октябрьского вооружённого восстания 1917 года «Славянский базар» служил штабом Красной армии. После революции гостинично-развлекательный комплекс пришёл в запустение и был закрыт, на его месте расположился Дворец строителей имени Михаила Ивановича Калинина и Народный комиссариат юстиции. В 1921—1922 годах помещение ресторана принадлежало труппе Московского театра оперетты. Главный корпус в разное время занимали Театр юного зрителя, Кукольный театр, Музыкальный детский театр и Театр комедии, где в это время работал Леонид Утёсов. Ресторан снова открылся только в 1966-м.
В июле 1992 года комплекс был признан объектом культурного наследия. Но в ночь с 20 на 21 декабря 1993 года здание «Славянского базара» пострадало от крупного пожара, который едва не уничтожил помещение ресторана. От него остались только каменный остов и фрагменты декора. Позднее в Замоскворечье появилось одноимённое заведение, никак не связанное с исторической постройкой.

## Современность

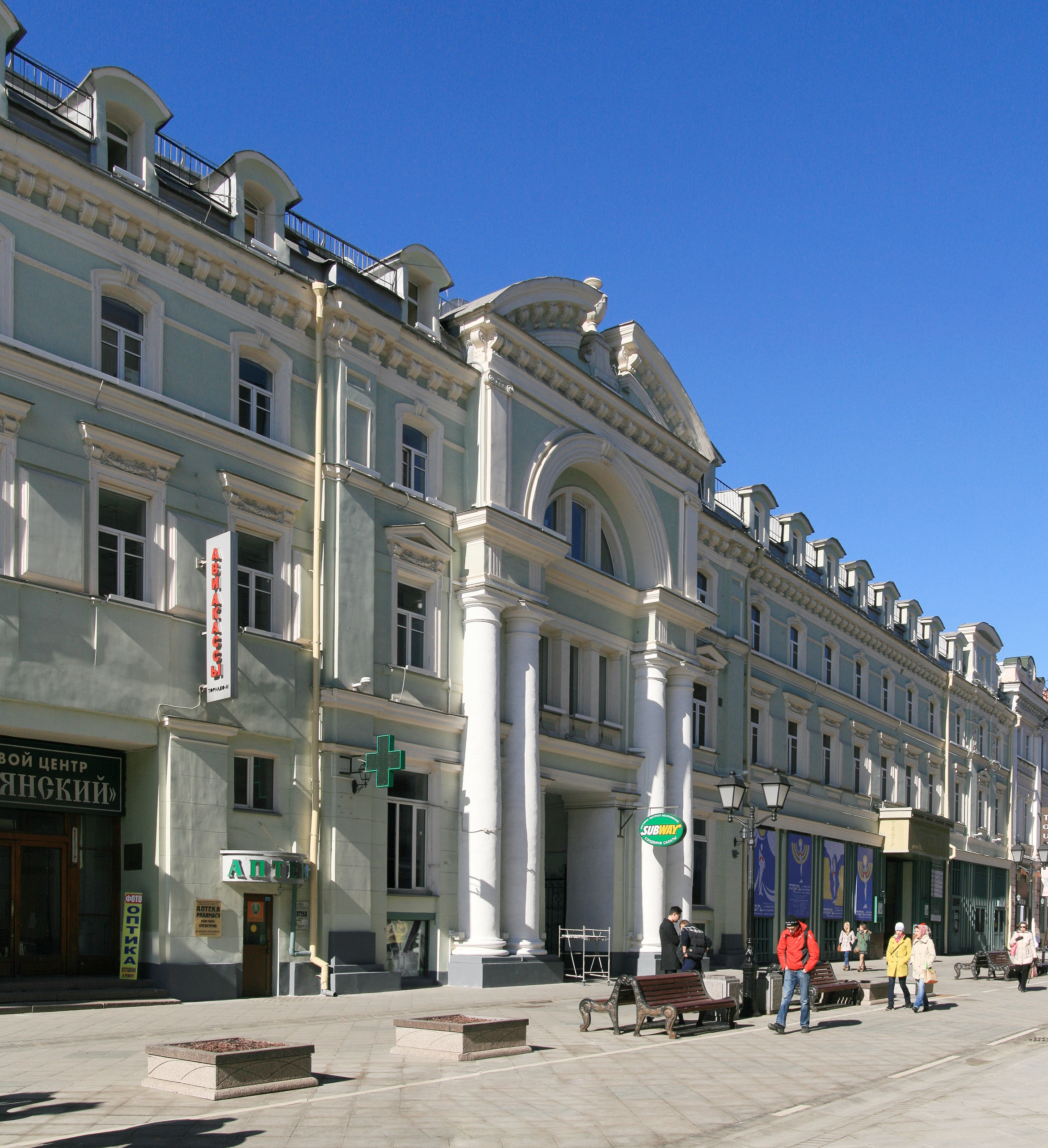
Здание гостиницы «Славянский базар», 2014 год

С начала 1990 годов главный корпус занимает Музыкальный театр имени Бориса Покровского, который в 2017-м получил статус камерной сцены Большого театра. В апреле 2014 года был разработан план реконструкции помещения ресторана и объявлен тендер на проведение работ. Через два месяца Департамент культурного наследия Москвы установил порядок и охранные обязательства по отношению к памятнику культуры. В мае 2016 года был подготовлен проект реставрации фасадов сгоревшего корпуса, прошедший госэкспертизу. На тот момент планировалось разделить комплекс на два независимых кадастровых объекта, вопреки желанию труппы организовать в помещении вторую сцену. По результатам внеплановой проверки, проведённой сотрудниками Мосгорнаследия осенью того же года, пользователю объекта выдано повторное предписание осуществить противоаварийные работы и облагородить территорию. В мае 2017 года Мосгорнаследие выдал разрешение на проведение научно-исследовательских работ на территории комплекса. В июне 2018 года вынесен на общественное обсуждение акт государственной историко-культурной экспертизы проектной документации по приспособлению для современного использования памятника.

## В искусстве
«Славянский базар» был указан в путеводителе 1915 года «По Москве» как одно из престижнейших мест города. Антон Чехов, неоднократно гостивший в номерах, назначил тайную встречу героев рассказа «Дама с собачкой» в вестибюле гостиницы. Также он упоминает комплекс в рассказе «Мужики», повести «Три года» и пьесе «Чайка». Русский публицист Владимир Гиляровский так воссоздаёт будни ресторана в трактате «Москва и Москвичи»:
Фешенебельный «Славянский базар» с дорогими номерами, где останавливались петербургские министры, и сибирские золотопромышленники, и степные помещики, владельцы сотен тысяч десятин земли, и… аферисты, и петербургские шулера, устраивавшие картёжные игры в двадцатирублёвых номерах.
Ход из номеров был прямо в ресторан, через коридор отдельных кабинетов.
Сватайся и женись.<...> Сидели однажды в «Славянском базаре» за завтраком два крупных афериста. Один другому и говорит:
— Видишь, у меня в тарелке какие-то решётки… Что это значит?
— Это значит, что не минешь ты острога! Предзнаменование!
А в тарелке ясно отразились переплёты окон стеклянного потолка.
В песне известного исполнителя шансона Асмолова Владимира Павловича также есть строки
"Как в песне той старинной-огневой, гнал лошадей ямщик когда-то к "Яру", так нас теперь к "Славянскому Базару" везёт такси вечернюю Москвой.
Упоминается в Собачьем Сердце Булгакова, когда Преображенский говорит о горячих закусках - "Когда-то их великолепно приготовляли в “Славянском базаре”.